# Maddie Hasson
Pour les articles homonymes, voir Hasson.
Maddie Hasson, née le 4 janvier 1995 à Wilmington en Caroline du Nord, est une actrice américaine. 
Elle est connue pour son rôle de Willa Monday, une Gitane délinquante juvénile, dans la série de la Fox The Finder.

## Filmographie

### Cinéma
- 2011 : God Bless America de Bobcat Goldthwait : Chloe
- 2013 : Underdogs (en) de Doug Dearth : Renee Donohue
- 2015 : I Saw the Light de Marc Abraham : Billie Jean
- 2015 : A Light Beneath Their Feet de Valerie Weiss : Daschulla
- 2017 : Novitiate de Margaret Betts : sœur Sissy
- 2021 : Malignant de James Wan
- 2024 : Elevation de George Nolfi : Katie

### Télévision

#### Séries télévisées
- 2012 : The Finder : Willa Monday
- 2012 : Grimm : Carly Kempfer (Saison 2 Épisode 3)
- 2013-2014 : Twisted : Jo Masterson
- depuis 2018 : Impulse : Henrietta "Henry" Coles
- 2019 : M. Mercedes : Allie Hodges
- 2022–2025 : The Recruit : Nichka Lashin